# روضة الطالبين وعمدة المفتين

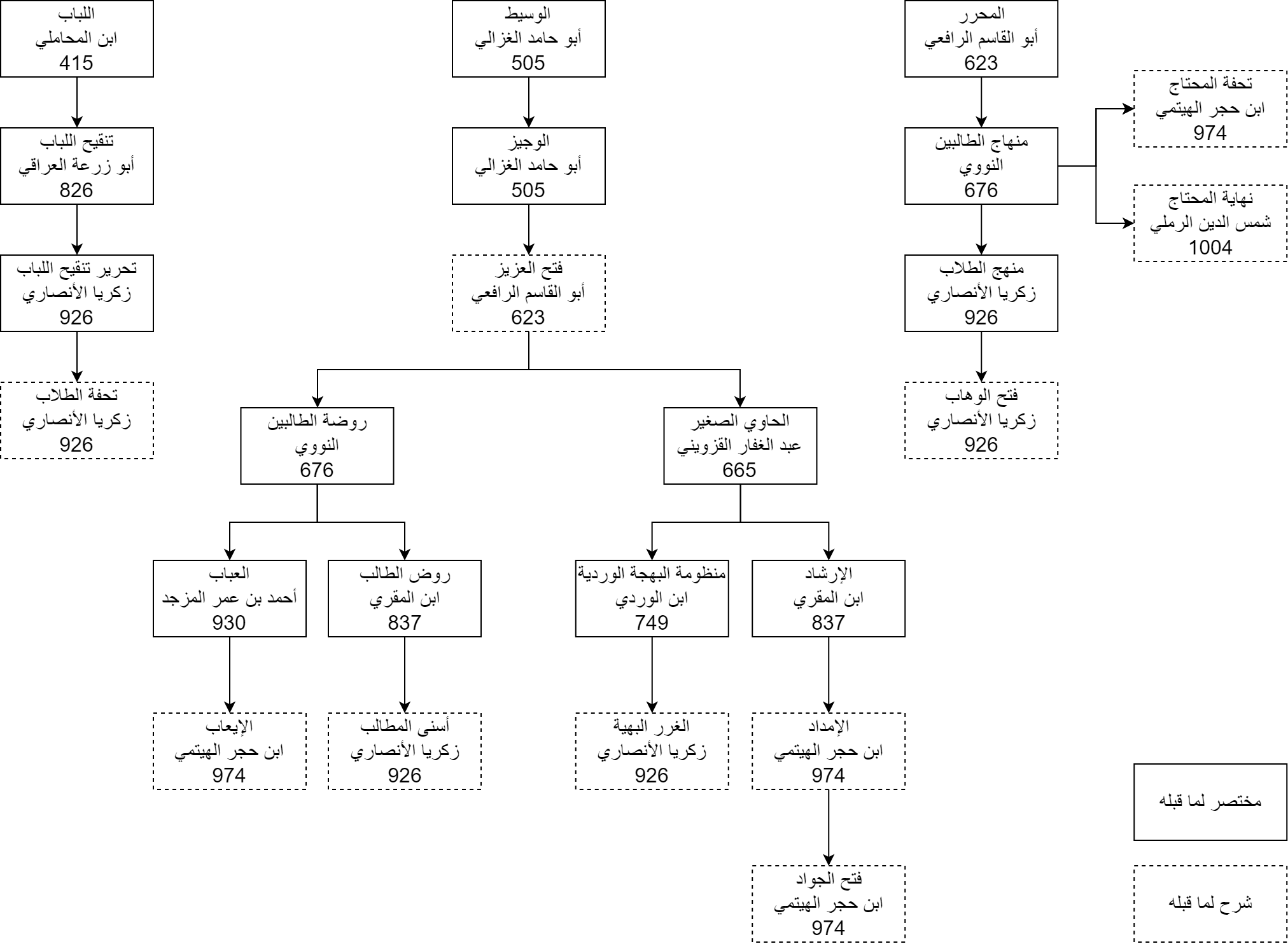
بعض أهم كتب الفقه الشافعي، ويظهر كتاب "روضة الطالبين" وسط الشجرة.

روضة الطالبين وعمدة المفتين هو كتاب من تأليف الإمام النووي (المتوفى 676 هـ)، في الفقه الشافعي.
اختصر فيه النووي كتاب فتح العزيز بشرح الوجيز للرافعي، وهو (أي كتاب الرافعي) شرح لكتاب الوجيز في فقه الإمام الشافعي لأبي حامد الغزالي.

## روضة الطالبين
روضة الطالبين وعمدة المفتين، وهو اختصار كتاب الشرح الكبير للرافعي، من الكتب المعتمدة في المذهب الشافعي، وفيه توسع في عرض المسائل الفقهية.

كتاب في فروع الفقه الشافعي، هو اختصار لكتاب (شرح الوجيز) للرافعي. ألفه النووي بغية تسهيل الطريق إلى الانتفاع به لأهل العلم، وسلك فيه طريقة متوسطة بين المبالغة في الاختصار والإيضاح، كما حذف الأدلة في معظمه ويشير إلى الخفي منها إشارات، واستوعب جميع فقه الكتاب حتى الوجوه الغريبة المنكرة، واقتصر على الأحكام دون المؤاخذات اللفظية، وضم إليه في أكثر المواطن تفريعات وتتمات، وذكر مواضع يسيرة على الإمام الرافعي فيها استدراكات، منبهًا عليها في مواطنها، كما التزم ترتيب الكتاب -إلا نادرا- لغرض من الأغراض، وقد ترك بعض الأشياء بينها في (شرح المهذب).

### مصطلحات مؤلف الكتاب
«حيث أقول: على الجديد؛ فالقديم خلافه أو: القديم؛ فالجديد خلافه أو: على قول أو وجه؛ فالصحيح خلافه.
وحيث أقول: على الصحيح أو الأصح فهو من الوجهين.
وحيث أقول: على الأظهر أو: المشهور فهو من القولين.
وحيث أقول: على المذهب فهو من الطريقين أو الطرق.
وإذا ضعف الخلاف قلت: على الصحيح أو المشهور.
وإذا قوي قلت: الأصح أو الأظهر وقد أصرح ببيان الخلاف في بعض المذكورات».

## الطبع والشروحات والمختصرات
طبع الكتاب عدة مرات، منها:
- طبعة ليدن سنة 1882 م، مع ترجمة فرنسية للمستشرق فان دربرج.
- طبعة مصطفى البابي الحلبي وأولاده بمصر سنة 1338 هـ وبهامشه مختصره المسميى بـ «منهج الطلاب» للشيخ زكريا الأنصاري.

### شروح ومختصرات روضة الطالبين
- لا توجد شروح لكتاب روضة الطالبين
- مختصراته:
- كتاب روض الطالب لابن المقري اليمني